# Kremlin Cup
Kremlin Cup (ryska:Кубок Кремля) är en tennisturnering som spelas i Olimpijskij i Moskva, Ryssland. Den är en del av International Series på ATP-touren och en del av Premier på WTA-touren.
Kremlin Cup spelades första gången 1990 och blev den första professionella tennisturneringen i Ryssland. Turneringen var ursprungligen en tävling bara för herrar men blev en kombinerad tävling 1996.

## Resultat

### Herrsingel
| År   | Mästare             | Finalist            | Resultat            |
| ---- | ------------------- | ------------------- | ------------------- |
| 2008 | Igor Kunitsyn       | Marat Safin         | 7–6(6), 6–7(4), 6–3 |
| 2007 | Nikolaj Davydenko   | Paul-Henri Mathieu  | 7–5, 7–6(9)         |
| 2006 | Nikolaj Davydenko   | Marat Safin         | 6–4, 5–7, 6–4       |
| 2005 | Igor Andrejev       | Nicolas Kiefer      | 5–7, 7–6(3), 6–2    |
| 2004 | Nikolaj Davydenko   | Greg Rusedski       | 3–6, 6–3, 7–5       |
| 2003 | Taylor Dent         | Sargis Sargsian     | 7–6(5), 6–4         |
| 2002 | Paul-Henri Mathieu  | Sjeng Schalken      | 4–6, 6–2, 6–0       |
| 2001 | Jevgenij Kafelnikov | Nicolas Kiefer      | 6–4, 7–5            |
| 2000 | Jevgenij Kafelnikov | David Prinosil      | 6–2, 7–5            |
| 1999 | Jevgenij Kafelnikov | Byron Black         | 7–6(2), 6–4         |
| 1998 | Jevgenij Kafelnikov | Goran Ivanisevic    | 7–6(2), 7–6(5)      |
| 1997 | Jevgenij Kafelnikov | Petr Korda          | 7–6(2), 6–4         |
| 1996 | Goran Ivanisevic    | Jevgenij Kafelnikov | 3–6, 6–1, 6–3       |
| 1995 | Carl-Uwe Steeb      | Daniel Vacek        | 7–6(5), 3–6, 7–6(6) |
| 1994 | Aleksandr Volkov    | Chuck Adams         | 6–2, 6–4            |
| 1993 | Marc Rosset         | Patrik Kühnen       | 6–4, 6–3            |
| 1992 | Marc Rosset         | Carl-Uwe Steeb      | 6–2, 6–2            |
| 1991 | Andrej Tjerkasov    | Jakob Hlasek        | 7–6(2), 3–6, 7–6(5) |
| 1990 | Andrej Tjerkasov    | Tim Mayotte         | 6–2, 6–1            |

### Damsingel
| År   | Mästare            | Finalist            | Resultat         |
| ---- | ------------------ | ------------------- | ---------------- |
| 2008 | Jelena Jankovic    | Vera Zvonareva      | 6–2, 6–4         |
| 2007 | Jelena Dementieva  | Serena Williams     | 5–7, 6–1, 6–1    |
| 2006 | Anna Tjakvetadze   | Nadia Petrova       | 6–4, 6–4         |
| 2005 | Mary Pierce        | Francesca Schiavone | 6–4, 6–3         |
| 2004 | Anastasia Myskina  | Jelena Dementieva   | 7–5, 6–0         |
| 2003 | Anastasia Myskina  | Amelie Mauresmo     | 6–2, 6–4         |
| 2002 | Magdalena Malejeva | Lindsay Davenport   | 5–7, 6–3, 7–6(4) |
| 2001 | Jelena Dokic       | Jelena Dementieva   | 6–3, 6–3         |
| 2000 | Martina Hingis     | Anna Kournikova     | 6–3, 6–1         |
| 1999 | Nathalie Tauziat   | Barbara Schett      | 2–6, 6–4, 6–1    |
| 1998 | Mary Pierce        | Monica Seles        | 7–6(2), 6–3      |
| 1997 | Jana Novotna       | Ai Sugiyama         | 6–3, 6–4         |
| 1996 | Conchita Martinez  | Barbara Paulus      | 6–1, 4–6, 6–4    |

### Herrdubbel
| År   | Mästare                              | Finalister                                                | Resultat          |
| ---- | ------------------------------------ | --------------------------------------------------------- | ----------------- |
| 2008 | Sergij Stakhovsky Potito Starace     | Stephen Huss Ross Hutchins                                | 7–6(4), 2–6, 10–6 |
| 2007 | Marat Safin Dmitrij Tursunov         | Tomáš Cibulec Lovro Zovko                                 | 6–4, 6–2          |
| 2006 | Fabrice Santoro Nenad Zimonjic       | Frantisek Cermak Jaroslav Levinsky                        | 6–1, 7–5          |
| 2005 | Max Mirnyj Michail Juzjnyj           | Igor Andrejev Nikolaj Davydenko                           | 6–1, 6–1          |
| 2004 | Igor Andrejev Nikolaj Davydenko      | Mahesh Bhupathi Jonas Björkman                            | 3–6, 6–3, 6–4     |
| 2003 | Mahesh Bhupathi Max Mirnyj           | Wayne Black Kevin Ullyett                                 | 6–3, 7–5          |
| 2002 | Roger Federer Max Mirnyj             | Joshua Eagle Sandon Stolle                                | 6–4, 7–6(0)       |
| 2001 | Max Mirnyj Sandon Stolle             | Mahesh Bhupathi Jeff Tarango                              | 6–3, 6–0          |
| 2000 | Jonas Björkman David Prinosil        | Jiri Novak David Rikl                                     | 6–2, 6–3          |
| 1999 | Justin Gimelstob Daniel Vacek        | Andrej Medvedev Marat Safin                               | 6–2, 6–1          |
| 1998 | Jared Palmer Jeff Tarango            | Jevgenij Kafelnikov Daniel Vacek                          | 6–4, 6–7, 6–2     |
| 1997 | Martin Damm Cyril Suk                | David Adams Fabrice Santoro                               | 6–4, 6–3          |
| 1996 | Rick Leach Andrei Olhovskij          | Jiri Novak David Rikl                                     | 4–6, 6–1, 6–2     |
| 1995 | Byron Black Jared Palmer             | Tommy Ho Brett Steven                                     | 6–4, 3–6, 6–3     |
| 1994 | Jacco Eltingh Paul Haarhuis          | David Adams Andrei Olhovskij                              | walkover          |
| 1993 | Jacco Eltingh Paul Haarhuis          | Jan Apell Jonas Björkman                                  | 6–1 uppgivet      |
| 1992 | Marius Barnard John-Laffnie de Jager | David Adams Mall:Landsdata Ryssland 1991 Andrei Olhovskij | 6–4, 3–6, 7–6     |
| 1991 | Eric Jelen Carl-Uwe Steeb            | Andrei Tjerkasov Aleksandr Volkov                         | 6–4, 7–6          |
| 1990 | Hendrik Jan Davids Paul Haarhuis     | John Fitzgerald Anders Järryd                             | 6–4, 7–6          |

### Damdubbel
| År   | Mästare                                 | Finalister                             | Resultat         |
| ---- | --------------------------------------- | -------------------------------------- | ---------------- |
| 2008 | Nadia Petrova Katarina Srebotnik        | Cara Black Liezel Huber                | 6–4, 6–4         |
| 2007 | Cara Black Liezel Huber                 | Victoria Azarenka Tatiana Poutchek     | 4–6, 6–1, 10–7   |
| 2006 | Kveta Peschke Francesca Schiavone       | Iveta Benesova Galina Voskoboeva       | 6–4, 6–7(4), 6–1 |
| 2005 | Lisa Raymond Samantha Stosur            | Cara Black Rennae Stubbs               | 6–2, 6–4         |
| 2004 | Anastasia Myskina Vera Zvonareva        | Virginia Ruano Pascual Paola Suarez    | 6–3, 4–6, 6–2    |
| 2003 | Nadia Petrova Meghann Shaughnessy       | Anastasia Myskina Vera Zvonareva       | 6–3, 6–4         |
| 2002 | Jelena Dementieva Janette Husarova      | Jelena Dokic Nadia Petrova             | 2–6, 6–3, 7–6(3) |
| 2001 | Martina Hingis Anna Kournikova          | Jelena Dementieva Lina Krasnoroutskaja | 7–6(1), 6–3      |
| 2000 | Julie Halard-Decugis Ai Sugiyama        | Martina Hingis Anna Kournikova         | 4–6, 6–4, 7–6(5) |
| 1999 | Lisa Raymond Rennae Stubbs              | Julie Halard-Decugis Anke Huber        | 6–1, 6–0         |
| 1998 | Mary Pierce Natalia Zvereva             | Lisa Raymond Rennae Stubbs             | 6–3, 6–4         |
| 1997 | Arantxa Sanchez-Vicario Natalia Zvereva | Yayuk Basuki Caroline Vis              | 5–3 uppgivet     |
| 1996 | Natalia Medvedeva Larisa Savchenko      | Silvia Farina Elia Barbara Schett      | 7–6, 4–6, 6–1    |